# Lijst van symfonieën van Joseph Haydn
Er zijn minstens 104 symfonieën door Joseph Haydn gecomponeerd. Dit artikel geeft een overzicht ervan. Cursief staat de bijnaam, die meestal later aan het werk gegeven is.
De nummering van Haydns symfonieën, waar niet altijd overeenstemming over was, is toegewezen door Anthony van Hoboken, die Haydns oeuvre catalogiseerde. De nummering van de symfonieën komt niet per se overeen met de volgorde van compositie, maar wordt universeel geaccepteerd. Symfonie nr. 90 bijvoorbeeld wordt in de catalogi aldus aangeduid: symfonie Hob. I/90. Sommige symfonieën hebben bijnamen die niet allemaal in Haydns tijd als zodanig werden gebruikt. Zo zijn de Londense symfonieën pas als groep zo gaan heten na de compositie ervan.

## De symfonieën
| Groep               | Volgnummer | Toonsoort        | Bijnaam                        | Jaar  |
| ------------------- | ---------- | ---------------- | ------------------------------ | ----- |
|                     | 1          | D majeur         |                                | 1759  |
| 2                   | C majeur   |                  | 1764                           |       |
| 3                   | G majeur   |                  | 1762                           |       |
| 4                   | D majeur   |                  | 1762                           |       |
| 5                   | A majeur   |                  | 1762                           |       |
| 6                   | D majeur   | Le Matin         | 1761?                          |       |
| 7                   | C majeur   | Le Midi          | 1761                           |       |
| 8                   | G majeur   | Le Soir          | 1761?                          |       |
| 9                   | C majeur   |                  | 1762                           |       |
| 10                  | D majeur   |                  | 1766                           |       |
| 11                  | Es majeur  |                  | 1769                           |       |
| 12                  | E majeur   |                  | 1763                           |       |
| 13                  | D majeur   |                  | 1763                           |       |
| 14                  | A majeur   |                  | 1764                           |       |
| 15                  | D majeur   |                  | 1764                           |       |
| 16                  | Bes majeur |                  | 1766                           |       |
| 17                  | F majeur   |                  | 1765                           |       |
| 18                  | G majeur   |                  | 1766                           |       |
| 19                  | D majeur   |                  | 1766                           |       |
| 20                  | C majeur   |                  | 1766                           |       |
| 21                  | A majeur   |                  | 1764                           |       |
| 22                  | Es majeur  | de filosoof      | 1764                           |       |
| 23                  | G majeur   |                  | 1764                           |       |
| 24                  | D majeur   |                  | 1764                           |       |
| 25                  | C majeur   |                  | 1766                           |       |
| 26                  | d mineur   | Lamentatione     | 1770                           |       |
| 27                  | G majeur   |                  | 1766                           |       |
| 28                  | A majeur   |                  | 1765                           |       |
| 29                  | E majeur   |                  | 1765                           |       |
| 30                  | C majeur   | Alleluia         | 1765                           |       |
| 31                  | D majeur   | Hornsignal       | 1765                           |       |
| 32                  | C majeur   |                  | 1766                           |       |
| 33                  | C majeur   |                  | 1767                           |       |
| 34                  | d mineur   |                  | 1767                           |       |
| 35                  | Bes majeur |                  | 1767                           |       |
| 36                  | Es majeur  |                  | 1769                           |       |
| 37                  | C majeur   |                  | 1758                           |       |
| 38                  | C majeur   | Echo             | 1769                           |       |
| 39                  | g mineur   |                  | 1768                           |       |
| 40                  | F majeur   |                  | 1763                           |       |
| 41                  | C majeur   |                  | 1770                           |       |
| 42                  | D majeur   |                  | 1771                           |       |
| 43                  | Es majeur  | Mercurius        | 1772                           |       |
| 44                  | e mineur   | Trauer           | 1772                           |       |
| 45                  | fis mineur | Abschied         | 1772                           |       |
| 46                  | B majeur   |                  | 1772                           |       |
| 47                  | G majeur   | Palindroom       | 1772                           |       |
| 48                  | C majeur   | Maria Theresia   | 1769                           |       |
| 49                  | f mineur   | La Passione      | 1768                           |       |
| 50                  | C majeur   |                  | 1773                           |       |
| 51                  | Bes majeur |                  | 1774                           |       |
| 52                  | c mineur   |                  | 1774                           |       |
| 53                  | D majeur   | L'impériale      | 1779                           |       |
| 54                  | G majeur   |                  | 1774                           |       |
| 55                  | Es majeur  | de schoolmeester | 1774                           |       |
| 56                  | C majeur   |                  | 1774                           |       |
| 57                  | D majeur   |                  | 1774                           |       |
| 58                  | F majeur   |                  | 1774                           |       |
| 59                  | A majeur   | Feuer            | 1769                           |       |
| 60                  | C majeur   | Il distratto     | 1774                           |       |
| 61                  | D majeur   |                  | 1776                           |       |
| 62                  | D majeur   |                  | 1781                           |       |
| 63                  | C majeur   | La Roxelane      | 1781                           |       |
| 64                  | A majeur   | Tempora Mutantur | 1775                           |       |
| 65                  | A majeur   |                  | 1778                           |       |
| 66                  | Bes majeur |                  | 1779                           |       |
| 67                  | F majeur   |                  | 1779                           |       |
| 68                  | Bes majeur |                  | 1779                           |       |
| 69                  | C majeur   | Laudon           | 1779                           |       |
| 70                  | D majeur   |                  | 1779                           |       |
| 71                  | Bes majeur |                  | 1780                           |       |
| 72                  | D majeur   |                  | 1765                           |       |
| 73                  | D majeur   | La Chasse        | 1782                           |       |
| 74                  | Es majeur  |                  | 1781                           |       |
| 75                  | D majeur   |                  | 1781                           |       |
| 76                  | Es majeur  |                  | 1782?                          |       |
| 77                  | Bes majeur |                  | 1782?                          |       |
| 78                  | c mineur   |                  | 1782?                          |       |
| 79                  | F majeur   |                  | 1784                           |       |
| 80                  | d mineur   |                  | 1784                           |       |
| 81                  | G majeur   |                  | 1784                           |       |
| Parijse symfonieën  | 82         | C majeur         | de beer                        | 1786  |
| Parijse symfonieën  | 83         | g mineur         | de kip                         | 1785  |
| Parijse symfonieën  | 84         | Es majeur        | In Nomine Domini               | 1786  |
| Parijse symfonieën  | 85         | Bes majeur       | La Reine                       | 1785? |
| Parijse symfonieën  | 86         | D majeur         |                                | 1786  |
| Parijse symfonieën  | 87         | A majeur         |                                | 1785  |
|                     | 88         | G majeur         |                                | 1787? |
| 89                  | F majeur   |                  | 1787                           |       |
| 90                  | C majeur   |                  | 1788                           |       |
| 91                  | Es majeur  |                  | 1788                           |       |
| 92                  | G majeur   | Oxford           | 1789                           |       |
| Londense symfonieën | 93         | D majeur         |                                | 1791  |
| Londense symfonieën | 94         | G majeur         | The Surprise Met de paukenslag | 1791  |
| Londense symfonieën | 95         | c mineur         |                                | 1791  |
| Londense symfonieën | 96         | D majeur         | The Miracle                    | 1791  |
| Londense symfonieën | 97         | C majeur         |                                | 1792  |
| Londense symfonieën | 98         | Bes majeur       |                                | 1792  |
| Londense symfonieën | 99         | Es majeur        |                                | 1793  |
| Londense symfonieën | 100        | G majeur         | Military                       | 1794  |
| Londense symfonieën | 101        | D majeur         | The Clock                      | 1794  |
| Londense symfonieën | 102        | Bes majeur       |                                | 1794  |
| Londense symfonieën | 103        | Es majeur        | Drumroll Met de paukenroffel   | 1795  |
| Londense symfonieën | 104        | D majeur         | London                         | 1795  |

In Hobokens catalogus worden nog vier symfonieën aan de lijst toegevoegd:
- Hob. I/105 in B majeur, de Sinfonia Concertante voor viool, cello, hobo, fagot en orkest (1792);
- Hob. I/106, (1769?) waarvan slechts één deel bekend is;
- Hob. I/107 in Bes majeur, beter bekend als Symfonie A (1762);
- Hob. I/108 in Bes majeur, beter bekend als Symfonie B (1765).

1 · 2 · 3 · 4 · 5 · 6 (Le Matin) · 7 (Le Midi) · 8 (Le Soir) · 9 · 10 · 11 · 12 · 13 · 14 · 15 · 16 · 17 · 18 · 19 · 20 · 21 · 22 (De Filosoof) · 23 · 24 · 25 · 26 (Lamentatione) · 27 · 28 · 29 · 30 (Halleluja) · 31 (Hoornsignaal) · 32 · 33 · 34 · 35 · 36 · 37 · 38 (Echo) · 39 · 40 · 41 · 42 · 43 (Mercurius) · 44 (Treursymfonie) · 45 (Afscheidssymfonie) · 46 · 47 (Palindroom) · 48 (Maria Theresia) · 49 (La Passione) · 50 · 51 · 52 · 53 (L'Impériale) · 54 · 55 (De schoolmeester) · 56 · 57 · 58 · 59 (Vuursymfonie) · 60 (Il distratto) · 61 · 62 · 63 (La Roxelane) · 64 (Tempora mutantur) · 65 · 66 · 67 · 68 · 69 (Laudon) · 70 · 71 · 72 · 73 (La chasse) · 74 · 75 · 76 · 77 · 78 · 79 · 80 · 81

88 · 89 · 90 · 91 · 92 (Oxford)